# Albert Lepa
Albert Lepa (* 9. Dezember 1907 in Hildesheim; † 10. November 1991 in Hannover) war ein deutscher Beamter und Sportfunktionär. Er wirkte unter anderem als Sportabzeichenförderer.
Nach dem Abitur 1927 schlug Lepa eine Laufbahn als Finanzbeamter ein. 1951 wurde er zum Regierungsrat, 1964 zum Oberregierungsrat befördert. Seit seiner Jugend betätigte er sich sportlich als Leichtathlet und Fuß- bzw. Handballer. Seit 1929 war er Mitglied des TK Hannover. 1931 wurde er Volksturnwart, zwischen 1932 und 1938 war er Leiter der Leichtathletik-Abteilung des TK Hannover. Zudem war er Sportwart und Sportabzeichenobmann der Stadt Hannover. Nach dem Zweiten Weltkrieg wurde er Sportwart des Kreissportbundes, später Hauptsportwart des Sportbundes Niedersachsen und dann Bundessportwart. Auf seine Veranlassung hin wurden 1949 Sportabzeichen in Niedersachsen eingeführt. Von 1952 bis 1989 war er Sportabzeichenbeauftragter des Deutschen Sportbundes. 1955 wurde Lepa Vorsitzender des Landessportbundes Niedersachsen. Diesen Posten hatte er bis zum Jahre 1983 inne, anschließend wählte man den Oberregierungsrat a. D. zum Ehrenvorsitzenden. Daneben war Lepa zwischen 1967 und 1984 Direktor der Toto-Lotto-Gesellschaft, ehe er in den Aufsichtsrat wechselte. Für seine Verdienste um den Sport wurde Lepa am 16. April 1974 mit dem Großen Verdienstkreuz der Bundesrepublik Deutschland ausgezeichnet. Ihm zu Ehren wird jährlich vom Landessportbund Niedersachsen der Albert-Lepa-Preis vergeben. Für seine Verdienste um den Sport in Niedersachsen wurde er in die Ehrengalerie des niedersächsischen Sports des Niedersächsischen Instituts für Sportgeschichte aufgenommen.

## Privat
Albert Lepa lebte in Hannover und war verheiratet. Seine Tochter Marianne war zeitweise Volleyball-Nationalspielerin.